# Tom Turesson
Tom Turesson, Tom-tur, svensk fotbollsspelare, född 17 maj 1942, död 13 december 2004.

## Karriär
Den allsvenska karriären bestod i 227 matcher och 88 mål för hans Hammarby IF. Tom-tur hann även med att spela 22 landskamper och göra 9 landslagsmål (ett VM-mål mot Israel -70). Den landskamp som Turesson är mest berömd för var den i Oslo, borta mot Norge den 18 september 1966. Sverige vann med 4-2 efter att ha legat under med 2-0 i halvtid och Turesson gjorde tre av de svenska målen.
Tom Turesson spelade i Hammarby från 1961–68, gjorde en utflykt till belgiska Club Brugge KV, innan han kom tillbaka under VM-uppehållet sommaren 1970. Av åtta matcher före VM –70 hade Hammarby bara lyckats vinna en enda; laget låg näst sist i tabellen. Tack vare hemvändaren Tom Turesson och dennes samarbete med ungdomarna Ronnie Hellström, Kenta Ohlsson och Janne Sjöström blev detta en klassisk höst för Hammarby. Hösten 1970 blev ett begrepp i myten om Hammarby, det var då Söderstadion fick sin ännu sjungande publik. Av 14 kvarvarande matcher vann man sju, förlorade bara två och avancerade upp till en femteplats (då Hammarbys bästa placering någonsin). Tom Tur var med sina sju mål den enskilt största anledningen till denna förändring. I Hammarby fortsatte han till 1976, sista tiden som libero.
Turesson återvände till sitt Hammarby ytterligare en gång när han 1978 blev tränare för klubben.
Turessons son Tomas representerade Hammarby IF:s fotbollslag åren 1983-1990.

## Klubbar

### Som spelare
- IK Rex, Vendel (-1960)
- Hammarby IF (1961–68)
- Club Brugge KV (1968–70)
- Hammarby IF (1970–76)

### Som tränare
- Hammarby IF (1978)

## Övriga meriter
Belgisk cupmästare 1970 (6–1 mot Daring i finalen, ett mål av Tom)